# ワンクリ (テレビ番組)
ワンクリは、毎日放送で、2010年1月19日（日付上は同年1月20日）から、毎週火曜深夜（日付上は水曜未明）の25:25 - 25:55（JST）に放送されていたトークバラエティ番組である。

## 概要
ラジオ番組終了直後のラジオブース内という設定で、カネ（銭）に関する会話を繰り広げるトーク番組。その為、番組冒頭は、ラジオ番組のエンディング風景から始まる。（一応）経済番組を名乗っている。

## 出演者
- たむらけんじ
- ジェシカ
- やがら純子（ファイナンシャルプランナー）
- 江田めぐみ